# Медолюб біловухий
Медолюб біловухий (Microptilotis imitatrix) — вид горобцеподібних птахів родини медолюбових (Meliphagidae). Ендемік Австралії. Раніше вважався підвидом граційного медолюба.

## Опис
Довжина птаха становить 15-17 см. Самці важать 14-17,9 г, самиці 12,5-7 г. Забарвлення у самців і самиць подібне. Верхня частина тіла темно-оливкова, скроні і горло світліші, сірувато-оливкові, підборіддя іноді жовтувате. На скронях жовті плями, від дзьоба ідуть жовті «вуса». Кінчик хвоста яскравий, жовтувато-оливковий, нижня частина тіла бліда, оливково-сіра, по центру живота проходить жовта смуга. Дзьоб чорний, лапи сірі або сірувато-коричневі. У молодих птахів верхня частина тіла коричнювата, «вуса» менш виражені.
Відрізняються від граційних медолюбів дещо більшими розмірами, темно-синіми очима, іншою формою жовтої плями на скронях, сірувато-оливковою нижною частиною тіла і примітивнішою вокалізацією.

## Поширення і екологія
Microptilotis imitatrix поширені в прибережних районах на північному заході штату Квінсленд. Вони живуть в рівнинних тропічних лісах, парках і садах. Уникають сухих відкритих лісів.